# آنزیم با انتشار محدود
یک آنزیم محدود شده توسط انتشار، یک واکنش را به صورت کارآمدی کاتالیز می‌کند که مرحله محدود کننده سرعت آن انتشار زیرلایه به سطح فعال، یا انتشار محصول به بیرون است. این همچنین به عنوان کاملیت سینتیکی یا کمال کاتالیزی شناخته می‌شود. از آنجا که سرعت کاتالیز چنین آنزیم‌هایی توسط واکنش کنترل شده توسط انتشار تعیین می‌شود، بنابراین نشان دهنده یک محدودیت فیزیکی ذاتی بر روی تکامل است (حداکثر ارتفاع قله در چشم‌انداز سازگاری)آنزیم‌های کاملیت محدود به انتشار به ندرت دیده می‌شوند. بیشتر آنزیم‌ها واکنش‌های خود را با نرخی کاتالیزی که ۱٬۰۰۰ تا ۱۰٬۰۰۰ برابر کندی سرعت این محدودیت انجام می‌دهند. این موضوع به دلیل محدودیت‌های شیمیایی مربوط به واکنش‌های پیچیده و محدودیت‌های تکاملی است که سرعت‌های واکنش بالا هیچ سود اضافی در تطابق منظره سازگاری به آنزیم‌ها نمی‌بخشد.

## تاریخچه
تئوری واکنش کنترل شده توسط انتشار در ابتدا توسط آر. آلبرتی، گوردون همز و منفرد آیگن استفاده شد تا سقف بالای واکنش آنزیم-ماده فعال را برآورد کند. طبق برآورد آن‌ها، سقف بالای واکنش آنزیم-ماده فعال برابر با 109 M-1 S-1 می‌باشد.
در سال 1972 مشاهده شد که در فرآیند خشک‌ شدن H2CO3 تحت کاتالیز آنزیمی کربونیک آنهیدراز، ثابت نرخ دستور دوم که به صورت تجربی بدست آمده بود، حدود 1.5 × 1010 M -1 s-1     بود، که یک درجه از بالاتر از سقف حداکثری که توسط آلبرتی، همز و آیگن بر اساس یک مدل ساده برآورد شده بود، هست. برای پاسخ به چنین پارادوکسی، کو-چن چو و همکارانش یک مدل ارائه کردند که عوامل فضایی و عوامل میدان نیرو بین آنزیم و ماده فعال آن را مدنظر قرار داده و پی بردند که سقف بالا می‌تواند به 10^10 M-1 s-1 برسد. این مدل قادر است برخی از نرخ‌های واکنش بسیار بالا در زیست‌شناسی مولکولی را توضیح دهد.
محدوده بالای جدیدی که توسط چو و همکارانش برای واکنش آنزیم-ماده فعال پیشنهاد شده است، مورد بحث و تجزیه و تحلیل در مطالعات پیگیری بیشتری قرار گرفته است. در این مقاله، مقایسه‌ی دقیقی بین مدل ساده آلبرتی-همز-آیگن (الف) و مدل چو (ب) در محاسبه نرخ واکنش کنترل شده توسط انتشار آنزیم با ماده فعال آن یا حداکثر مقدار واکنش آنزیم-ماده فعال ارائه شده است.

## سازو کار
آنزیم‌های سینتیکی کامل دارای ثابت اختصاصیت، kcat/Km، در مرتبه 108 تا 109 M-1s-1 هستند. سرعت واکنشی که توسط آنزیم کاتالیز می‌شود، توسط انتشار محدود می‌شود و به همین دلیل، آنزیم قبل از برخورد با مولکول دیگر، ماده فعال را به خوبی "پردازش" می‌کند.
بعضی از آنزیم‌ها با سرعت‌هایی عمل می‌کنند که سرعت انتشار را بیشتر می‌کند که به نظر می‌رسد غیرممکن باشد. چندین مکانیسم برای توضیح این پدیده مطرح شده است. برخی از پروتئین‌ها با استفاده از میدان‌های الکتریکی دیپل قطبی، فرایند کاتالیز را با جذب ماده فعال و پیش‌گرانش آن به سمت مناسب، شتاب می‌دهند. برخی از مکانیسم‌ها توضیحی مبنی بر تونل‌زنی کوانتومی مطرح می‌کنند، که در آن پروتون یا الکترون می‌توانند از طریق باریکه‌های فعال‌سازی تونل کنند. اگرچه نظریه تونل‌زنی پروتون همچنان یک مفهوم مورد بحث است، اما در مورد لیپواکسیژناز سویا، ثابت شده است که تنها مکانیسم ممکن است.

## تکامل
مهم است به این نکته اشاره کرد که تعداد زیادی از آنزیم‌ها که سینتیکی کامل هستند وجود ندارند. این موضوع را می‌توان با توجه به انتخاب طبیعی توضیح داد. افزایش سرعت کاتالیز ممکن است به دلیل مزیتی که به سازمان می‌بخشد، مورد ترجیح قرار گیرد. با این حال، وقتی که سرعت کاتالیز از سرعت انتشار (یعنی ورود و خروج ماده فعال از محل فعال و همچنین برخورد با ماده فعال) بیشتر می‌شود، دیگر مزیتی برای افزایش سرعت وجود ندارد. محدودیت انتشار محدودیت فیزیکی مطلقی بر تکامل می‌باشد. افزایش سرعت کاتالیز فراتر از سرعت انتشار در هیچ نحوه‌ای به سازمان کمک نخواهد کرد و بنابراین یک حداکثر کلی در چشم‌اندازی از نظر تطابق است. بنابراین، این آنزیم‌های کامل باید به دلیل جهش تصادفی "خوش‌شانس" که اتفاقی رخ داد و گسترش یافت، یا به دلیل اینکه سرعت بیشتر در گذشته به عنوان بخشی از واکنش متفاوت در سلسله‌مراتب تکاملی آنزیم مفید بوده است، به وجود آمده باشند.

## مثال ها
- استیل کولین استراز
- بتا-لاکتاماز
- کاتالاز
- کربنیک انهیدراز
- مونوکسید کربن
- دهیدروژناز
- سیتوکروم c پراکسیداز
- فوماراز
- سوپراکسید دیسموتاز

- تریوسفسفات ایزومراز

## همچنین ببینید
- واکنش کنترل شده با انتشار
- آنزیم
- کاتالیز آنزیمی
- سینتیک آنزیم
- مهندسی آنزیم